# شهنواز علیا
شهنواز علیا یکی از روستاهای استان آذربایجان شرقی است که در دهستان قوری‌چای شرقی بخش مرکزی شهرستان چاراویماق واقع شده‌است.این روستا ۱۴۹ نفر جمعیت دارد.